# 二代目はニューハーフ
『二代目はニューハーフ』（にだいめはニューハーフ）は、2013年制作の日本映画。小沢仁志が監督・脚本・企画・主演をつとめた。また、オカマバーに在籍するニューハーフ・ベル、山口祥行、美川憲一などが出演。
死亡したヤクザの組長の遺言で二代目を襲名したのはニューハーフの息子という、笑いあり涙ありの異色のヤクザ映画である。小沢は劇中で女装シーンを披露した。

## あらすじ
巽一家の若頭を務めるヤクザ・サオトメ竜（小沢仁志）は、先代組長（工藤正也）の死の間際「（組の二代目は）15年前勘当した息子を探し出して跡目にしろ」との遺言を聞く。数日後、その息子を見つけたとする組員・テツヤ（勝矢）に連れられて新宿のとある店に入った竜だったが、ニューハーフとなった先代の息子・ナナ（ベル）と対面しあ然とする。ナナからは「私は勘当された身で過去は捨てた」と固辞され、他の組員からもナナが跡目を継ぐことに否定的だったが、律儀な竜は先代の遺言を守ろうとする。再びナナと会った竜は、自身の生い立ちや先代との“家族”の絆を話して説得し、後日ナナは自宅である組事務所に数年ぶりに帰宅する。
父親の仏壇に手を合わせたナナは、それ以来時々事務所を訪れて掃除や料理などをしてはよそよそしい態度だった組員たちとも徐々に打ち解けていく。そんな中、新宿三丁目と一部の二丁目の土地買収を企むヤクザ組織・本城会会長（本宮泰風）は、ナナが働く店のマダムが立ち退きを拒否している事に苛立っていた。そこで会長は、マダムが本城会と関わる金融会社に借金があることを利用して立ち退きを迫るよう組員に命令する。偶然店でそのやり取りを耳にしてしまったナナは、竜たちに事情を説明して助けてくれるよう頼み彼らが力を貸すことに。
マダムに会った竜は、数日前に彼女が話した金融会社の男・会田芳治（HIDE）は本城会の組員で、本城会が彼女の借金につけ込んで店を立ち退かせようとしていると告げる。そこで竜は幹部のマコト（山口祥行）に指示して金融会社の男・ヤノを脅して会社の裏帳簿を奪い、その裏帳簿をネタに金融会社が持つマダムの借金の借用書を手に入れることに成功する。しかしそれを知った本城会会長は報復として巽一家の事務所を銃撃し、巽一家の幹部・本田（宮村優）が裏帳簿を返しに本城会事務所に向かう。
しかし本田はそのまま人質となり責任を感じたナナは、二代目の跡目を継ぐ覚悟を決めてマダムの店を辞めて巽一家事務所で竜たち組員と親子盃を交わす。その後本田に電話で呼び出された竜は1人で指定場所に向かうが本城会の組員に襲われ、本田の裏切りと本城会が跡目のナナの命を狙っていることに気づく。しかしその直後本田と本城会の組員により巽一家の組事務所が襲撃に遭い、ナナを守ろうとした数人の組員が命を落としてしまう。ナギサママのバーから竜は事務所にいたマコトに電話し、本日付けで竜への絶縁状を全国に回しマコトが若頭を継ぎ実子を支え巽一家を建て直すよう指示した後、命を賭けた闘いに1人で本城会に向かうのであった。

## キャスト
巽一家の序列は上から、竜（リュウ）、本田、マコト、テツ、トモキとタカシ、である。
サオトメ竜
演 - 小沢仁志
巽(たつみ)一家若頭。組長亡き後、巽一家をまとめる。凄みのある見た目だがどちらかと言うと律儀で落ち着いた性格で無駄に怒ったりはしない。「ヤクザとオカマは、周りから否定的に捉えられる存在でどこか似ている」という考えを持っている。弟と2人で児童福祉施設で暮らしていた過去がある。
三日月ナナ（巽たかし）
演 - ベル
巽一家先代組長の実子。元々は男だったが、現在はニューハーフとして新宿二丁目のショーパブ『Guppy』で働く。15年前に自身の性のことで父親から勘当されておりそれ以来実家に帰っていない。朗らかで繊細な性格。得意料理は、カレーライス。

### 巽一家
組長
演 - 工藤正也
「（組の二代目は）15年前勘当した息子を探し出して跡目にしろ」と遺言を残した。実子はナナ。
本田
演 - 宮村優
巽一家幹部。ヤクザの跡目をニューハーフのナナが継ぐことに、組員の中でも特に否定的な考えを持つ。ヤクザ組織としての体裁を気にし、かなり短気な性格でちょっとしたことで声を荒らげる。ただし慎重派な一面もあり、本城会との関係にヒビが入らないように考えながら行動している。
マコト
演 - 山口祥行
巽一家幹部。本城組への対抗心が強い。組織の中でも特に気が短い性格で手荒い言動を取ることが多い。ほんだと同じくナナが組長を引き継ぐのを戸惑い、竜に継いでもらいたいと思っている。
テツヤ
演 - 勝矢
巽一家の中堅組員。ひげ面の顔が特徴。他の上の組員に比べると親しみやすい性格。実は新宿二丁目のショーパブやゲイバーで楽しく飲むのが好きでいくつかの店に通っている。
巽一家の2人の若手組員
演 - トモキ（結城友和）、タカシ（宮崎貴久）
いつも一緒に行動しており、下っ端で組事務所の掃除や他の組員たちから色々と指示されて雑用などをしているがあまり要領は良くない。ちなみにたかしは、石頭で組員たちから何度かビール瓶などで頭を叩かれている。

### 本城会の組員
本城会会長
演 - 本宮泰風
新宿三丁目駅前開発計画に伴い一部の二丁目を含めた駅前の土地買収を企む。二丁目にある数件の店が立ち退きを拒否しているため、部下に強引な手を使わせて立ち退かせようとする。
ヤマネ
演 - 倉見誠
本城会若頭。本城会会長とよく行動を共にしている。詳しい関係は不明だが、巽一家の本田と以前から親しくしている。二丁目の土地売買を巡って巽一家と対立する。
会田(あいだ)芳治
演 - HIDE
表向きは貸金会社アーバンネットファイナンスの顧問だが、実は本城会の組員。作中では「インテリヤクザ」と言われており、土地売買や貸金業法などの知識を持っている。マダムが持つ店を売るよう自社にある彼女の借金を武器に迫る。

### その他
キサラギ
演 - 中野英雄
刑事。捜査第四課所属らしく暴力団絡みの事件を捜査したり取り締まる。竜たちとは仕事上関わりがあるため、顔見知り。内心、同じヤクザ組織でも本城会よりは、巽一家の方がマシな団体と感じている。
ナギサ
演 - 美川憲一（特別出演）
落ち着いた雰囲気のバーを1人で営むママ。竜と親しくしており、彼の過去を知る人物。竜の考えについていけないと感じたマコトに竜の過去の話を聞かせる。
竜の弟
竜と施設で育ったが、竜は幼い弟を1人残して施設から逃げ出し生き別れた。
マダム
ニューハーフショーパブ『Guppy』のママ兼オーナー。ナナの雇い主。面倒見がいい性格でナナたち店の子を気にかけている。本城会の関係先とは知らずに会田の貸金会社から店のための借金をしている。

## スタッフ
- 監督・脚本：OZAWA
- 営業総括：木山雅仁（オールインエンターテイメント）
- 企画：山本ほうゆう、OZAWA
- プロデューサー：渋谷正一、山本芳久
- ラインプロデューサー：旭正嗣
- 音楽：前山宏彰（DIOSONIC）
- 音響効果：丹雄二
- 撮影：小山田勝治
- 録音：山口勉
- 編集：恒川岳彦
- 制作担当：堀内蔵人
- 監督助手：富永拓輝
- スタイリスト：EIKI
- ヘアメイク：福地智美、矢口陽子
- ガンエフェクト：浅生マサヒロ
- スチール：コイケタカ、前田恵
- 車両：藤中照秋
- 主題歌「花火」作詞・作曲・歌：英二 / 編曲：沢村繁
- 衣裳協力：JunJuWorld、BBCO、Omerta
- 制作協力：アスプロスドラーゴ
- 制作：メディア・ワークス
- 製作：エムズ